# Državni tajnik
Državni tajnik je naslov (titula) državnog dužnosnika kojemu su povjerene različite dužnosti u raznim političkim sustavima.

## Povijest
Dužnost državnog tajnika nastaje kada državnim poglavarima, odnosno državnim upravljačima, za određene poslove nisu više bili dovoljni njihovi privatni povjerljivi savjetnici, nazvani tajnicima, nego im je bilo nužno pridati i formalnu državnu dužnost, radi jačanja autoriteta u odnosima spram trećih.
U europskim monarhijama javljaju se od druge polovice 16. stoljeća. Francuski kralj Henri II Valois prebacuje 1547. dio svojih poslova na dužnosnika koji dobiva naslov secrétaire des commendements et des finances (tajnik za zapovjedi i financije), a od 1558. mu mijenja naziv u secrétaire d'État (državni tajnik). U Engleskoj naslov ‘’State Secretary’’ (državni tajnik) javlja se potkraj vladavine kraljice Elizabeth I. U Papinskoj Državi papa Pavao V. Borghese je svome kardinalu nećaku 1605. dodijelio naziv državnog tajnika, a papa Inocent X. Pamphilj je, suzbijajući nepotizam, dužnost državnog tajnika prvi put dodijelio kardinalu koji nije bio papin nećak. U Francuskoj je nakon restauracije kraljevstva naslov državnog tajnika objedinjen s naslovom ministra u ministar državni tajnik, što su kasnije prihvatile još neke države, npr. Sardinsko Kraljevstvo te njegova sljednica Italija.

## Državni tajnik u rangu predsjednika vlade

### Sveta Stolica
Državni tajnik Njegove Svetosti Prvosvećenika (obično nazivan kardinal državni tajnik) predsjeda Državnim tajništvom Svete Stolice, dikasterijem Rimske kurije koje pomaže papi u obavljanju njegove univerzalne misije. Kardinal državni tajnik je prvi papin suradnik u upravljanju univerzalnom Katoličkom crkvom, primarno odgovoran za diplomatske i političke aktivnosti Svete Stolice, a po potrebi zastupa i samoga poglavara Katoličke crkve.

## Državni tajnik u rangu ministra

### Ujedinjeno Kraljevstvo Velike Britanije i Sjeverne Irske
U Ujedinjenom Kraljevstvu naslov državnog tajnika nose gotovo svi članovi Vladina Kabineta (najpoznatija iznimka je kancelar Šahovnice, što je tradicionalni naslov ministra financija). Formalno gledano, posrijedi je jedan te isti državni tajnik, ali njegove ovlasti i naslov raspoređeni su na članove Kabineta, što je jedna od tipičnih engleskih specifičnosti. Ponekad se koristi i naslov prvi državni tajnik, isključivo za potpredsjednika Vlade.

### Sjedinjene Države Amerike
U SAD je državni tajnik najviši dužnosnik Vlade nakon predsjednika SAD i četvrta osoba po rangu (nakon predsjednika SAD, potpredsjednika SAD i spikera Zastupničkog doma Kongresa), pa preuzima vođenje SAD u slučaju istodobne spriječenosti ili smrti prva tri dužnosnika. On je i čuvar Velikoga državnog pečata SAD.  On organizira i nadzire Državno tajništvo SAD te Vanjsku službu SAD, nastalu 1924. objedinjavanjem Diplomatske službe i Konzularne službe (Vanjska služba, United States Foreign Service, državna je agencija u nadležnosti Državnog tajništva ali nije njegov dio).  Stoga je državni tajnik SAD istodobno i ministar vanjskih poslova (što je jedini dio njegove dužnosti koji se percipira izvan Država).

### Italija
U Talijanskoj Republici ministri s lisnicom su ministri državni tajnici (naslov se koristi iako nije predviđen Ustavom). Pomoćnici ministra su također politički, a ne upravni dužnosnici, s naslovom državnog podtajnika, nadređen generalnim direktorima, koji su upravni dužnosnici.

## Državni tajnik u rangu doministra ili pomoćnika ministra
U više europskih država državni tajnik je član šire vlade, politički dužnosnik koji pomaže ministru, odnosno preuzima izravnu koordinaciju dijela resornih poslova. U Španjolskoj, na primjer, državni tajnik je politički dužnosnik, podčinjen ministru, a nadređen generalnim direktorima koji su upravni dužnosnici.

## Državni tajnik u rangu načelnika

### Švicarska
Savezno vijeće dodjeljuje naslov državnog tajnika upravnim dužnosnicima na čelu uredâ koji održavaju izravne odnose s inozemstvom.